# 北村圭吾
北村 圭吾（きたむら けいご、1982年8月8日 - ）は、日本の俳優、役者、モーションアクター。

## 人物
北海道出身。
舞台を主戦場に、TVや映画、モーションキャプチャーなどさまざまな作品に出演している。
特技は、ダンス、アクロバット、サッカー、水泳、スノ ーボード、スキー。

## 出演

### 舞台
- ユニバーサル・スタジオ・ジャパン「ONE PIECE プレミアサマー」(2011年 ‐ 2014年)
- 萬屋錦之介一座 ざ☆よろきん 2015年 新春三館同時本公演 「吉原万灯」（シアターグリーン BIG TREE THEATER）(2015年１月)
- SP/ACE=project「PRISM」（シアターグリーン BIG TREE THEATER）(2015年２月)
- ノンストップポリスコメディ「爆弾と3億とオヤジの純情」（シアターグリーン BOX in BOX THEATER）(2015年6月)
- ミュージカル「忍たま乱太郎」第7弾～水軍砦三つ巴の戦い!～ 兵庫第三協栄丸 役（サンシャイン劇場）(2016年1月)
- ミュージカル「忍たま乱太郎」第7弾 再演～水軍砦三つ巴の戦い!～ 兵庫第三協栄丸 役（東京ドームシティ シアターGロッソ／あましんアルカイックホール）(2016年6月 - 7月)
- ミュージカル「忍たま乱太郎」第7弾　忍術学園　学園祭（舞浜アンフィシアター）(2016年9月)
- 「MACBETH SC」（ラゾーナ川崎プラザソル）(2016年10月)
- ミュージカル「忍たま乱太郎」第8弾～がんばれ五年生!技あり、術あり、初忍務!!～ 兵庫第三協栄丸 役（東京ドームシティ シアターGロッソ）(2017年1月)
- ミュージカル「忍たま乱太郎」第8弾再演～がんばれ五年生!技あり、術あり、初忍務!!～ 兵庫第三協栄丸 役（サンシャイン劇場／森ノ宮ピロティホール）(2017年6月 ‐ 7月)
- ミュージカル「忍たま乱太郎」第8弾　忍術学園　学園祭 兵庫第三協栄丸 役（舞浜アンフィシアター／森ノ宮ピロティホール）(2017年9月)
- TRIBEプロデュース「To Row～二匹の狼～」坂本龍馬 役（コンカリーニョ札幌）(2018年11月)
- 平成時代劇 片肌☆倶利伽羅紋紋一座 ざ☆くりもん 「六道追分」（シアターグリーンBIG TREE THEATER）(2019年1月)
- 東宝ミュージカル「ラ・マンチャの男」（帝国劇場ほか）(2019年9月 ‐ 10月)
- 「FINAL FANTASY BRAVE EXVIUS｣ THE MUSICAL　天風のヴェリアス（天王洲 銀河劇場／AiiA 2.5 Theater Kobe）(2020年3月)
- ライブ・スペクタクル「NARUTO-ナルト-」〜うずまきナルト物語〜 エー 役（日本青年館ホール／メルパルクホール大阪）(2021年12月 ‐ 2022年1月)
- ライブ・スペクタクル「NARUTO-ナルト-」〜忍界大戦、開戦〜 エー 役（天王洲 銀河劇場／神戸文化ホール 中ホール）(2022年9月 ‐ 10月)
- 舞台「リコリス・リコイル」ミカ役（天王洲 銀河劇場）(2023年1月)
- 「HUNTER×HUNTER」THE STAGE　シルバ役（天王洲 銀河劇場）(2023年5月)
- ライブ・スペクタクル「NARUTO-ナルト-」〜忍の生きる道〜 エー 役（2023年10月 - 11月）[4]
- 「HUNTER×HUNTER」×HUNTER」THE STAGE2 シルバ 役（天王洲 銀河劇場／梅田芸術劇場 シアター・ドラマシティ）(2024年3月 - 4月)[5]
  - 「HUNTER×HUNTER」×HUNTER」THE STAGE3 ツェズゲラ 役（2025年5月 - 6月、天王洲 銀河劇場／SkyシアターMBS）[6]
- 舞台「リコリス・リコイル」Life won't wait. ミカ 役（シアターGロッソ）(2024年6月)[7]

### コンサート
- 矢沢永吉コンサート
- おかあさんといっしょ「春のファミリーコンサート2007」まちがいダンサーズ／「みんなおいでよ うたのパレード」
- 真琴つばさコンサート
- 上沼恵美子コンサート

### MC
- ユニバーサル・スタジオ・ジャパン クルーイベント「ハロウィン・ナイト・フィーバー」　MC
- フリースタイルMIXイベント「滅度」ダンサー　MC
- セントラヴァーズコンベンション　MC

### CM
- 賃貸情報誌 「アットホーム」
- 「ROUND1」
- TV東京 「北京五輪」

### TV
- 土曜ワイド劇場「私は代行屋!2〜事件推理請負人〜」
- フジテレビ「空飛ぶ！爆チュー問題」クリスマス・ライブ2007（2007年）
- TV朝日「仮面ライダー電王」（2007年）
- 日テレ「252～生存者あり～」エピソード･ゼロ（2008年）
- TV朝日「24JAPAN」（2020年）
- NHK総合「育休刑事」（2023年）
- 日テレ「恋する警護24時」（2024年） - 村田耕太 役[8]

### モーションキャプチャー
- TVアニメ「テスラノート」 - モーションアクター(2021年)
- 「ゼノブレイド3」ランツ 役 - モーションアクター(2022年)

### 映画
- 「首都圏からややはずれた海岸物語～早春、少女と地引き網～」（DVD映画）(2009年)
- 「彼岸島」(2009年)
- 「ヘルドライバー」刀ゾンビ役(2011年)